# Split (Cipher System + By Night)
Split är en split-EP gjord av metalbanden Cipher System och By Night. Den släpptes den 18 juni 2004.

## Låtlista
1. "What If" - 3:30
2. "Receive, Retrieve and Escalate" - 3:50
3. "Sufferstream" - 3:19
4. "Lamentation" - 4:33
5. "Unseen Oppression" - 3:26
6. "Obsessed to Hate" - 2:57

De första tre låtarna är gjorda av Cipher System. De tre sista låtarna är gjorda av By Night.

## Musiker
Cipher System:
- Daniel - Sång
- Johan - Gitarr
- Magnus - Gitarr
- Henric - Bas
- Pontus - Trummor
- Peter - Keyboard

By Night:
- Adrian Westin - Sång
- André Gonzales - Gitarr
- Simon Wien - Gitarr
- Henrik Persson - Bas
- Per Qvarnström - Trummor